# Guy Peellaert
Guy Peellaert, född 6 april 1934 i Bryssel, Belgien, död 17 november 2008 i Paris, Frankrike, var en belgisk konstnär, serieskapare och fotograf. Han är mest känd för boken Rock Dreams (1974), skivomslag till David Bowie och Rolling Stones samt filmaffischer till Taxi Driver, Paris, Texas och Short Cuts.

## Biografi
Guy Peellaert studerade först konst på La Cambre i Bryssel innan han 1966 flyttade till Paris för att arbeta som serieskapare och scenograf. Starkt influerad av popkonst, film noir och kiosklitteratur skapade han Les Aventures de Jodelle (1966), där Sylvie Vartan var hjältinnan, samt Pravda (1967) med Françoise Hardy.
År 1969 började Peellaert kombinera fotorealism, kollage med pastellfärg i ett koncept där rockartister placerades i realistiska miljöer men fantasifulla situationer. Fem år senare utkom boken Rock Dreams med 118 målade bilder av bland andra Bob Dylan, Elvis Presley, och Tina Turner med text av journalisten Nik Cohn.
Framgången med Rock Dreams följdes 1999 upp med 20th Century Dreams som innehåller illustrationer av allehanda kändisar i ovanliga sammanhang.